# 阿斯图里亚斯联合左翼
阿斯图里亚斯联合左翼（西班牙语：Izquierda Unida de Asturias）是西班牙左翼政党联盟联合左翼在阿斯图里亚斯的分支。它成立于1993年，主要成员是阿斯图里亚斯共产党。它的政治立场是左翼。它的地区协调员是Manuel González Orviz。它的总部位于奥维耶多。